# Изобретая Анну
«Изобретая Анну» (англ. Inventing Anna) — американский драматический мини-сериал, созданный и спродюсированный Шондой Раймс, вдохновлённый историей Анны Сорокиной и статьёй Джессики Пресслер в New York Magazine «Как Анна Делви обманула тусовщиков Нью-Йорка». Премьера сериала состоялась 11 февраля 2022 года на платформе Netflix.

## Сюжет
Под вымышленным именем Анна Делви уроженка России Анна Сорокина обманула представителей высшего общества Нью-Йорка, заставив их поверить, что она немецкая наследница с доступом к значительному состоянию. Она использует этот образ, чтобы получать сотни тысяч долларов наличными, дорогие товары и услуги. Позже Анна работает над достижением своей цели — открытием эксклюзивного арт-клуба для представителей высшего общества.

## В ролях

### Основные персонажи
- Анна Кламски — Вивиан Кент[3]
- Джулия Гарнер — Анна Делви
- Ариан Моайед — Тодд Сподек[3]
- Кэти Лоус — Рэйчел Уильямс[3]
- Алексис Флойд — Нефф Дэвис[3]
- Андерс Холм — Джек
- Анна Деавер Смит — Мод
- Джефф Перри — Лу
- Терри Кинни — Барри
- Лаверн Кокс — Кейси Дьюк[3]

### Второстепенные персонажи
- Ребекка Хендерсон — Кэтрин МакКоу
- Кейт Бёртон — Нора
- Тим Гуини — Пол
- Арманд Шульц — Лэндон Блум
- Энтони Эдвардс — Алан Рид[4]
- Кэйтлин Фицджеральд — Мэгс
- Джеймс Кусати-Мойер — Вэл
- Саамер Усмани — Чейз Сикорски
- Марика Доминчик — Талия Маллэй
- Джошуа Малина — Хенрик Найт
- Бен Раппапорт — Билли МакФарланд
- Крис Лоуэлл — Ноа
- Кирон Джей Энтони — доктор Милликан

## Список эпизодов
| № | Название                  | Режиссёр               | Автор сценария                         | Дата премьеры        |
| --- | ------------------------- | ---------------------- | -------------------------------------- | -------------------- |
| 1 | «Life of a VIP»           | Дэвид Френкель         | Шонда Раймс                            | 11 февраля 2022 года |
| Журналистка Вивиан Кент хочет написать статью об Анне Делви, которая находится в тюрьме в ожидании суда за мошенничество и кражу услуг. В то время как все считают 26-летнюю Анну всего лишь «тупой светской тусовщицей», Вивиан хочет разобраться, как той удалось одурачить элиту Нью-Йорка, включая опытных акул бизнеса. Она едет в тюрьму к Анне, попутно налаживая связи с ее многочисленными знакомыми, каждый из которых рассказывает ей совершенно разную историю Анны. |                           |                        |                                        |                      |
| 2 | «The Devil Wore Anna»     | Том Верика             | Мэтт Бирн                              | 11 февраля 2022 года |
| Анна, ее парень Чейз и модельер Вэл втроем живут у пожилой миллионерши Норы. Парни уверены, что их подруга — немка и наследница огромного состояния, но на самом деле Анна просто тратит деньги Чейза. Даже узнав, что Анна не та, за кого себя выдает, Чейз продолжает верить в ее план — создать супер-элитный арт-клуб в Нью-Йорке. |                           |                        |                                        |                      |
| 3 | «Two Birds, One Throne»   | Дэйзи фон Шерлер Майер | Джесс Браунелл                         | 11 февраля 2022 года |
| Выясняется, что Чейз не работает над «технологией будущего», как всем рассказывает, а просто тратит деньги инвесторов. У него долги и никаких подвижек в работе. Нора узнает, что Анна обокрала ее на тысячи долларов, но решает не заявлять в полицию, чтобы не стать участницей финансового скандала. |                           |                        |                                        |                      |
| 4 | «A Wolf in Chic Clothing» | Дэвид Френкель         | Эбби Аджайи                            | 11 февраля 2022 года |
| Анна начинает работать над созданием своего клуба — Фонда Анны Делви. Ей удается привлечь много топовых специалистов в свою команду и очаровать финансового аналитика Алана, который начинает помогать ей получить кредит. Все верят, что на трастовом фонде Анны 65 миллионов долларов, просто она не может пользоваться ими без согласия своего строгого отца-немца. |                           |                        |                                        |                      |
| 5 | «Check Out Time»          | Эллен Курас            | Кэролайн Ингбер Левински и Эбби Аджайи | 11 февраля 2022 года |
| Анна неделями живет в роскошном отеле и водит дружбу с работающей там девушкой по имени Нефф. Анна покупает ей одежду, они вместе развлекаются, в итоге Нефф соглашается оплатить счет в ресторане, когда у Анны в очередной раз не работает кредитка. При этом в отеле Анна уже задолжала крупную сумму, разобраться с этим и получить оплату должна Нефф, иначе потеряет работу. Нефф начинает догадываться, что с Анной все не так просто, но внезапно та оплачивает счет в гостинице.                                                                                               |                           |                        |                                        |                      |
| 6 | «Friends in Low Places»   | Нзинга Стюарт          | Джесс Браунелл                         | 11 февраля 2022 года |
| Анна с друзьями отправляется отдыхать в элитный отель в Марокко. Поначалу все идет гладко, но персонал обнаруживает, что карты Анны недействительны, все услуги ей соглашаются записать на счет. После нескольких неприятный эпизодов и угрозы полицией, подруга Анны Рейчел вынуждена сама платить за некоторые услуги. Алан сообщает, что кредит Анне одобрен, но нужны дополнительные проверки. Парень Рейчел понимает, что ситуация вышла из под контроля, и вместе с Рейчел они сбегают из отеля, бросив Анну. Та расплатилась картами Рейчел, которые та ранее оставляла в залог. |                           |                        |                                        |                      |
| 7 | «Cash on Delivery»        | Нзинга Стюарт          | Эбби Аджайи                            | 11 февраля 2022 года |
| Вивиан работает над статьей. Она пытается найти Рейчел, чтобы выслушать ее часть истории, но та уже продала ее Vanity Fair. Рейчел требует, чтобы Анна вернула деньги за отель, но та 3 месяца «кормит ее завтраками». Анну выманивают на встречу с Рейчел, но вместо того, чтобы извиниться и прояснить ситуацию, та набрасывается на подруг с обвинениями. На встрече Анна узнает, что выбранное ею здание уже выкупила другая компания. Она устраивает истерику и сбегает со встречи.                                                                                                |                           |                        |                                        |                      |
| 8 | «Too Rich for Her Blood»  | Том Верика             | Николас Нардини                        | 11 февраля 2022 года |
| Статья наконец-то опубликована. Вивиан празднует триумф (отвлекаясь на рождение ребенка), а Анну обсуждают все. Журналистка едет в Германию, чтобы узнать прошлое Анны, после эмиграции из России и до приезда в США. В другой временной линии, после разоблачения и до тюремного заключения, Анна находится в больнице после передоза снотворного с алкоголем. Вивиан находит отца Анны и уговаривает его на интервью, но он не понимает причин поступков Анны. |                           |                        |                                        |                      |
| 9 | «Dangerously Close»       | Эллен Курас            | Мэтт Бирн                              | 11 февраля 2022 года |
| Идет суд над Анной, ей грозит до 15 лет лишения свободы. На суде девушка не упускает возможности покрасоваться и всячески привлекает к себе внимание. Рейчел дает убедительные показания против бывшей подруги, которым верят присяжные. Ею признают виновной по некоторым пунктам обвинения, чем она остается недовольна. Анна отталкивает Вивиан, пришедшую к ней попрощаться, и едет в тюрьму. |                           |                        |                                        |                      |

## Производство
В июне 2018 года было объявлено, что Netflix и ShondaLand приобрели в New York Magazine статью Джессики Пресслер «Как Анна Делви обманула тусовщиков Нью-Йорка», превратив её при помощи продюсера и сценариста Шонды Раймс, а также Бетси Бирс, в телесериал. Дэвид Франкель будет режиссёром и исполнительным продюсером двух эпизодов сериала, включая первый. Сорокина получила 320 тысяч долларов, которые были использованы для выплаты реституции и судебных издержек.
В октябре 2019 года к актёрскому составу сериала присоединились Джулия Гарнер, Анна Кламски, Кэти Лоус, Лаверна Кокс и Алексис Флойд. Мадлен Брюэр должна была сыграть роль Анны Делви, но ей пришлось отказаться из-за конфликтов в расписании. В ноябре 2019 года к актёрскому составу сериала присоединились Ариан Моайед, Андерс Холм, Анна Девере Смит, Джефф Перри и Терри Кинни. В феврале 2020 года к актёрскому составу сериала присоединилась Дженнифер Эспозито.
Съёмочный период начался в октябре 2019 года.

## Реакция
На веб-сайте агрегатора рецензий Rotten Tomatoes сериал имеет рейтинг одобрения 64 % на основе 76 обзоров со средней оценкой 6,1 из 10. Консенсус критиков сайта гласит: «Хотя «Изобретая Анну» столь же шатко по тону, как и намеренно дурацкий акцент Джулии Гарнер, её целеустремленная игра и непристойная история создают пикантное развлечение». На Metacritic сериал получил 57 баллов из 100 на основе 33 обзоров, что означает «смешанные или средние отзывы».
Салони Гаджар из The A.V. Club поставила сериалу четвёрку и сказала: «Несмотря на запоминающуюся игру актёров, «Изобретая Анну» требует терпения, которое не окупается, попутно растрачивая свой многообещающий потенциал». В обзоре сериала для Rolling Stone Алан Сепинуолл дал оценку 2 из 5 и описал его как «слишком длинную путаницу, не совсем уверенную в том, что она хочет сказать о своём главном персонаже».
Зрительская аудитория
По данным Samba TV, 1,6 миллиона людей в США посмотрели сериал Netflix за первые 4 дня трансляции.

### Награды
| Год  | Награда                                                    | Категория                                | Кандидат (кандидаты)                                                                                                | Результат | Ссылка. |
| ---- | ---------------------------------------------------------- | ---------------------------------------- | --- | --------- | ------- |
| 2022 | Прайм-таймовая премия «Эмми»                               | Лучший мини-сериал                       | Изобретая Анну | Номинация |         |
| 2022 | Прайм-таймовая премия «Эмми»                               | Лучшая женская роль в мини-сериале       | Джулия Гарнер | Номинация |         |
| 2022 | Прайм-таймовая премия «Эмми» в области креативных искусств | Лучший кастинг в мини-сериале или фильме | Линда Лоуи, Джейми Кастро, Эллисон Эстрин, Генри Рассел Бергштейн, Джульетт Менажер, Симона Бар и Александра Монтаг | Номинация |         |